# Arquitectura Pasiva y de Baja Energía
PLEA, acrónimo de "Passive Low Energy Architecture" , es una asociación internacional sin fines de lucro compuesta mayoritariamente por arquitectos especializados en bioclimatismo.

## Objetivos
- Busca la promoción de la arquitectura pasiva y de [bajo consumo], para lo cual posee una comisión responsable de la difusión de los principios del diseño bioclimático y del uso de las técnicas naturales e innovadoras para la calefacción, refrescamiento e iluminación.
- Sirve como foro internacional, interdisciplinario para promover el concepto de la sustentabilidad ambiental en arquitectura y planeamiento.
- Busca invitar a las empresas de la responsabilidad ecológica y ambiental en arquitectura y el planeamiento.
- Apunta establecer el mayor nivel de investigación y profesionalismo en ciencias de edificios y arquitectura en interés de crear establecimientos humanos sostenibles.
- Es una asociación de los individuos que comparten maestría en el arte, una ciencia, un planeamiento y un diseño autónomos, no lucrativos del ambiente construido.
- Busca prestar su ayuda a encontrar soluciones a problemas arquitectónicos y del planeamiento dondequiera que sus conocimientos puedan ser apropiados.
- Está abierta a las interacciones con las instituciones que se ocupan de los problemas del ambiente construido y a todos los profesionales que comparten las ideas expresadas arriba.
- Persigue sus objetivos a través de conferencias y de talleres; reuniones y consultas del grupo de expertos; publicaciones científicas y técnicas; competiciones y exposiciones arquitectónicas.

## Organismos con objetivos similares
- ISES - International Solar Energy Association (Asociación Internacional de Energía Solar).
- ASADES - Asociación Argentina de Energías Renovables y Ambiente (ex Asociación Argentina de Energía Solar)
- ANES - Asociación Nacional de Energía Solar de México.

- Datos: Q5705157